# Unterhaching
Unterhaching es el segundo mayor municipio del distrito de Múnich en Baviera, Alemania.

## Historia
Sobre la base de descubrimientos de yacimientos de tumbas, los asentamientos en el valle de Haching se pueden remontar a aldedores del año 1100 antes de Cristo. Se piensa que las tribus bávaras se asentaron allí entre los siglos quinto y octavo, basándose en restos de tumbas de los primeros pueblos bávaros (baio-warioz). En dichas tumbas, encontradas en 2004 y datadas en el año 500, se encontraron los restos óseos de cuatro hombres, cinco mujeres y una mujer joven, junto con extrañas alhajas que señalan a una familia de alto poder adquisitivo.

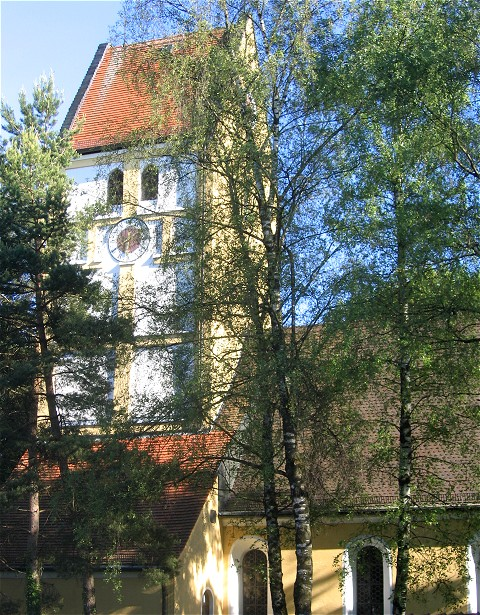
La iglesia de Sankt Korbinian es el edificio más antiguo de Unterhaching y está situado en la villa antigua.

## Toponimia
El nombre Haching viene del nombre de la familia Hacho y de la aristocracia de los Hahilinga. La primera ocasión en la historia en la que consta el nombre Haching es en un acta del año 806, en la que el abad Petto legó sus propiedades al monasterio de Schäftlarn. Haching, por tanto, es unos siglos anterior a Múnich. El nombre Unterhaching (Bajo Haching) surgió por primera vez en el año 1180 en un registro de propiedad del obispo de Freising.

## Escudo y su significado
Partido en plata y azul. Arriba aparece atravesado un bastón de abad de oro con verónica. Abajo, está suspendida sobre olas azules una hoja de nenúfar verde.
El monasterio benedictino Tegernsee o Abadía de Tegernsee, fundado en el año 746, fue desde el principio el mayor terrateniente y propietario de la zona de Unterhaching. Era uno de los centros culturales más importantes en Baviera con una rica y extensa biblioteca e incluso imprenta propia en 1560. Se conservan registros de propiedad de los años 1250 y 1454 sobre las granjas que el monasterio tenía en Unterhaching. Con la secularización de 1803, el monasterio fue disuelto y muchas obras de valor incalculable se perdieron para siempre. El monasterio benedictino Schäftlarn, fundado en el 762, nombra por primera vez el topónimo Haching en el 806. De ambos monasterios vienen los símbolos que representan al municipio de Unterhaching.

## Deportes
SpVgg Unterhaching 05 es el club de fútbol local y milita en la 3. Liga, la tercera división del fútbol alemán. Sus partidos de local los juega en el Estadio Generali Sportpark cuyo aforo es de 15.000 espectadores.

## Ciudades hermanadas
- Adeje, España

- Datos: Q264899
- Multimedia: Unterhaching / Q264899

1. ↑  Worldpostalcodes.org, código postal n.º 82008.